# رویکردهای استراتژی نوآوری در محصولات
نوآوری تأثیرات گسترده و طولانی مدتی روی قابلیت دوام یک شرکت دارد. برای یک شرکت، طراحی و نوآوری مستمر محصولات و همینطور ارائه محصولات موفق جدید انگیزه لازم برای تضمین رشد کسب وکار شرکت ارائه میکند. به ویژه در طول دوره رکود اقتصادی، معرفی سریع محصولات جدید به بازار میتواند به شرکتها در حفظ سودآوری کمک کند و در بسیاری از موارد حتی میتواند به شرکت در تبدیل شکست خود به موفقیت نیز کمک نماید. شرکتهای برتر در فهرست نوآورترین شرکتهای موجود در جهان دارای ایده های خلاق هستند و ارزشهای جدیدی را در محصولاتشان ایجاد میکنند، روابط کاربر و خدمات کلی را ارائه میدهند. موردکاویهای نوآوری شرکتها همچنین نشان میدهد اجرای اثربخش نوآوری محصول یا توسعه خدمات نه تنها شاهراهی برای بقای یک شرکت است بلکه همچنین انگیزه مهمی برای حفظ رقابت پذیری میباشد.
استراتژیهای نوآوری را میتوان به سه دسته طبقه بندی کرد:
1)  یک استراتژی نوآوری در دسته ی استراتژی نوآوری تکنولوژی (فنی) قرار میگیرد اگر نسبت مخارج R&D به کل درآمد بیشتر از سایر شرکتهای موجود در آن کسب وکار باشد. به علاوه، شرکتهایی که یک استراتژی نوآوری تکنولوژی را به کار میبرند، به شدت از علائم تجاری، حق امتیاز، و حقوق پتنت خود حفاظت میکنند. آنها اغلب تکنولوژی جدیدی را برای بهبود محصولات یا روشهای ساخت و تولید معرفی میکنند و به طور مر روشها یا رویه های کاری تولید و کارآیی خود را به منظور دستیابی به اهداف شرکت بهبود میدهند.
2)  استراتژی نوآوری به عنوان استراتژی نوآوری محصول دسته بندی میگردد که شرکتها بتوانند محصولات یا خدمات نوآورانه ای ارائه دهند، محصولات فعلی را طراحی مجدد کرده یا بهبود بخشند، خطوط محصول فعلی را گسترش دهند یا خطوط محصول جدیدی را برای معرفی محصولات منحصربه فرد اضافه کنند. مهمتر این که محصولاتی که با استفاده از این استراتژیها طراحی میشوند با الگوهای کاربرد و مصرف مشتری بسیار سازگار هستند.
استراتژیهای نوآوری در مدیریت، استراتژیهای مورد استفادهی شرکت برای تغییر و انطباق با تغییرات محیطی، ساخت و مدیریت کانالهای بازاریابی، حل اثربخش شکایتهای مشتری میباشند. آنها همچنین به طور فراوان روشهایی برای ارتقاء عملکرد سازمان اتخاذ میکنند که از آن جمله میتوان به مواردی مانند تشویق کارکنان به نوآوری کردن از طریق دادن حقوق خوب یا اعطای سود به آنها، یا استفاده از ارزشیابی های عملکرد به منظور ارزیابی خروجیهای نوآوری کسب شده توسط دپارتمان R&D اشاره کرد (Hsu،2012)..